# Carlos Zambrano
Carlos Augusto Zambrano Ochandarte (n. 10 iulie 1989, Callao, Peru), este un fotbalist peruan, care evoluează în prezent la clubul Dinamo Kiev.

## Cariera la club
Zambrano și-a început cariera la Schalke 04. Și-a făcut debutul în DFB-Pokal la Germania Windeck pe 1 august 2009.

## Cronologia de prezențe pentru club
| Echipă                                 | Liga          | Sezon | Campionat | Campionat | Cupa națională | Cupa națională | Cupe europene | Cupe europene | Total | Total |
| Echipă                                 | Liga          | Sezon | Prez      | Gol       | Prez           | Gol            | Prez          | Gol           | Prez  | Gol   |
| -------------------------------------- | ------------- | ----- | --------- | --------- | -------------- | -------------- | ------------- | ------------- | ----- | ----- |
| Eintracht Frankfurt Germania           | Bundesliga    | 12-13 | 2         | -         | -              | -              | -             | -             | 2     | 0     |
| Eintracht Frankfurt Germania           | Bundesliga    | Total | 2         | 0         | 0              | 0              | -             | -             | 2     | 0     |
| FC St. Pauli Germania                  | 2. Bundesliga | 11-12 | 10        | 0         | 0              | 0              | -             | -             | 10    | 0     |
| FC St. Pauli Germania                  | 2. Bundesliga | Total | 10        | 0         | 0              | 0              | -             | -             | 10    | 0     |
| FC St. Pauli Germania                  | Bundesliga    | 10-11 | 20        | 1         | 1              | 0              | -             | -             | 20    | 1     |
| FC St. Pauli Germania                  | Bundesliga    | Total | 20        | 1         | 1              | 0              | -             | -             | 21    | 1     |
| Schalke 04 Germania                    | Bundesliga    | 09-10 | 16        | 0         | 4              | 1              | -             | -             | 20    | 1     |
| Schalke 04 Germania                    | Bundesliga    | Total | 16        | 0         | 4              | 1              | -             | -             | 20    | 1     |
| Total                                  | Total         | Total | 47        | 1         | 5              | 1              | -             | -             | 52    | 2     |
| Ultima actualizare septembrie 12, 2012 |               |       |           |           |                |                |               |               |       |       |

### Goluri în meciuri cu echipa națională
Lista golurilor înscrise de Zambrano pentru Peru:
| # | Data               | Stadion                                       | Adversar   | Scor | Rezultat | Competiție                                             |
| - | ------------------ | --------------------------------------------- | ---------- | ---- | -------- | ------------------------------------------------------ |
| 1 | 12 martie 2008     | Estadio Max Augustín, Iquitos, Peru           | Costa Rica | 3–1  | Victorie | Meci amical                                            |
| 2 | 11 septembrie 2012 | Estadio Nacional, Lima, Peru                  | Argentina  | 1–1  | Egal     | Calificările pentru Campionatul Mondial de Fotbal 2014 |
| 2 | 10 septembrie 2013 | Estadio Anzoátegui, Puerto la Cruz, Venezuela | Venezuela  | 3–2  | Egal     | Calificările pentru Campionatul Mondial de Fotbal 2014 |